# 库萨酋长国

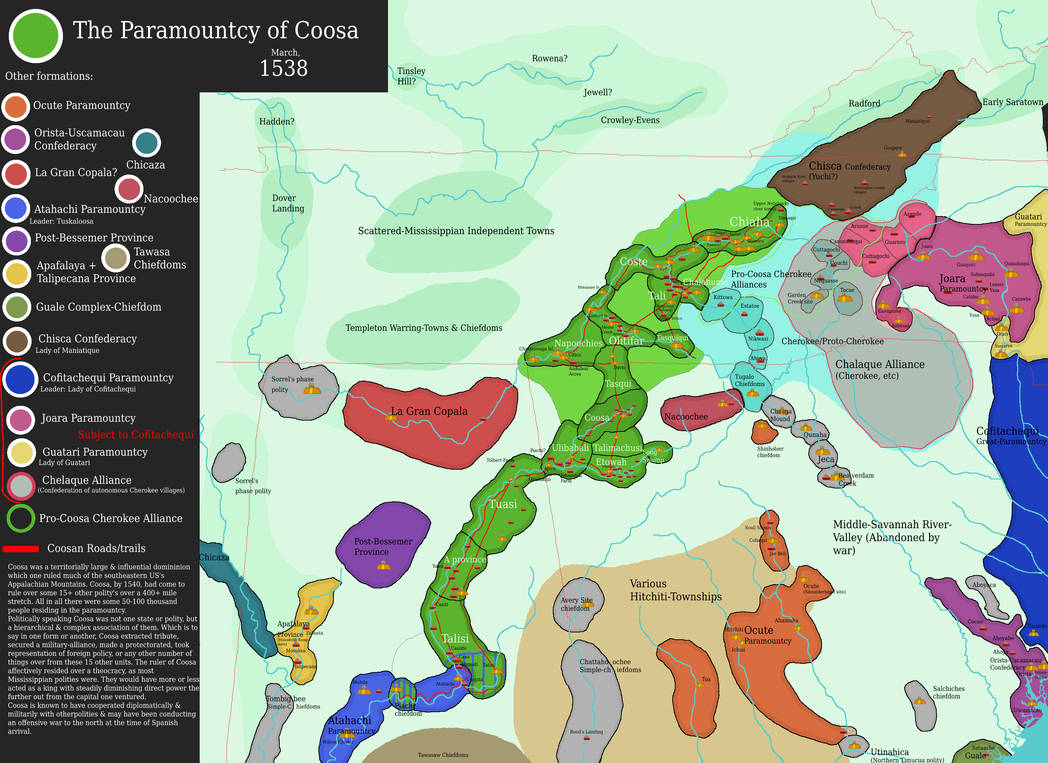
1538年3月（埃尔南多·德·索托远征之前），库萨酋长国的地图，标示出其内部各酋邦和周边国家。

库萨酋长国（英語：Coosa chiefdom）是一个强大的美洲原住民最高酋邦，位于今美国佐治亚州的戈登县和莫雷县一带。该酋邦大约存在于1400年—1600年，曾统治多个较小的酋邦。库萨的影响范围延伸至今田纳西州和亚拉巴马州，其总人口估计达5万人。
1539年—1541年，埃尔南多·德·索托率领的西班牙征服者探险队在穿越今美国东南部地区的过程中造访库萨。1560年，特里斯坦·德·卢纳·伊·阿雷利亚诺的探险队也到达此地，随后在1566年—1568年，胡安·帕尔多的探险队也曾访问库萨。欧洲探险者在途中记录他们所到酋邦的见闻。他们将库萨描述为由多个社区和肥沃农地构成的地区，盛产粮食，而非一座单一的城镇或城市。
“库萨”也是穆斯科吉克里克联盟的四个“母镇”之一的名称。